# Vandringsgräshoppor

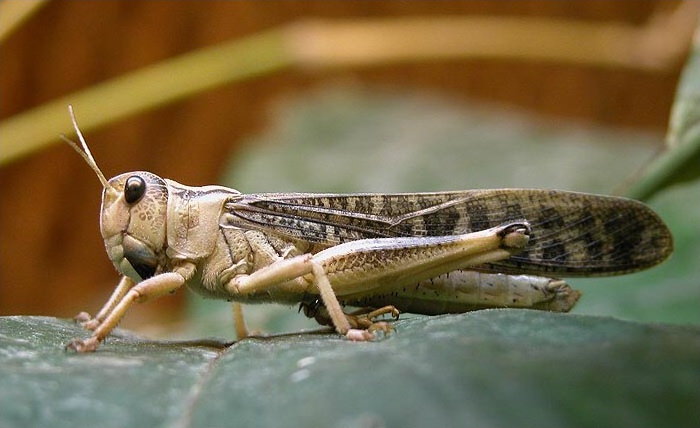
En vandringsgräshoppa, Locusta migratoria.

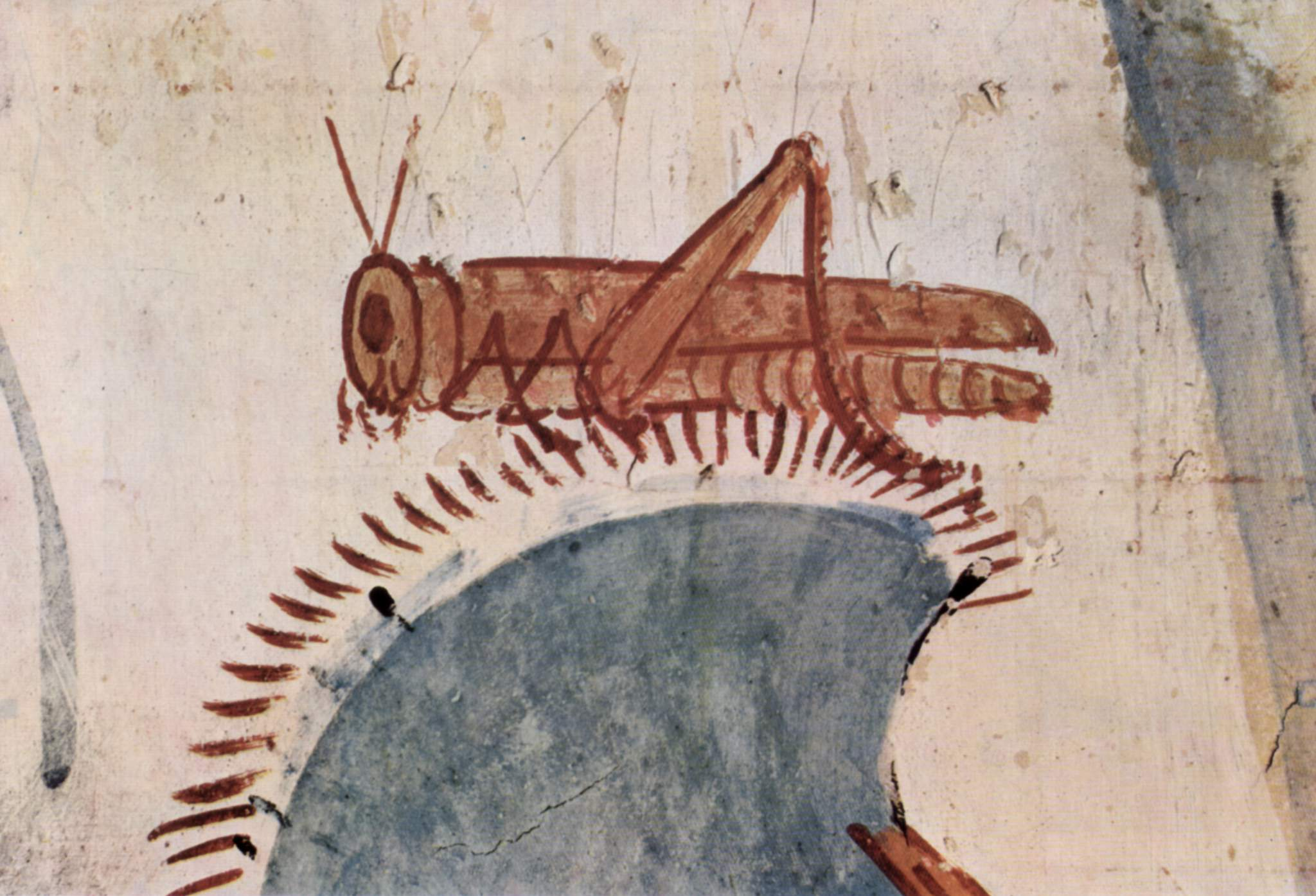
Avbildning av en gräshoppa i farao Horemhebs gravkammare i Egypten.

Vandringsgräshoppor eller sträckgräshoppor är ett antal gräshoppsarter i familjen markgräshoppor som har tendensen att uppträda i stora svärmar och som kan orsaka betydande förstörelse av odlade grödor eller annan växtlighet inom ett område. 
Vandringsgräshoppor förekommer på alla kontinenter, med undantag av Antarktis, men de mest förödande svärmningarna förekommer i Afrika och sydvästra Asien, från den Arabiska halvön och bort till Indien.
Stora svärmar av gräshoppor finns omtalade redan från biblisk tid och i Gamla Testamentet omnämns en invasion av gräshoppor som en av Egyptens tio plågor. En enda svärm av vandringsgräshoppor kan bestå av över en miljard individer och varje individ kan konsumera sin egen kroppsvikt i växtlighet per dag.

## Förekomst och arter

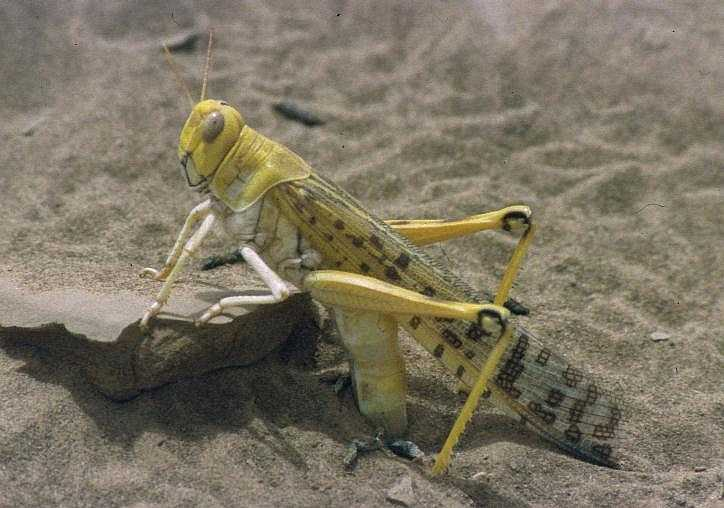
Äggläggande hona av arten Schistocerca gregaria.

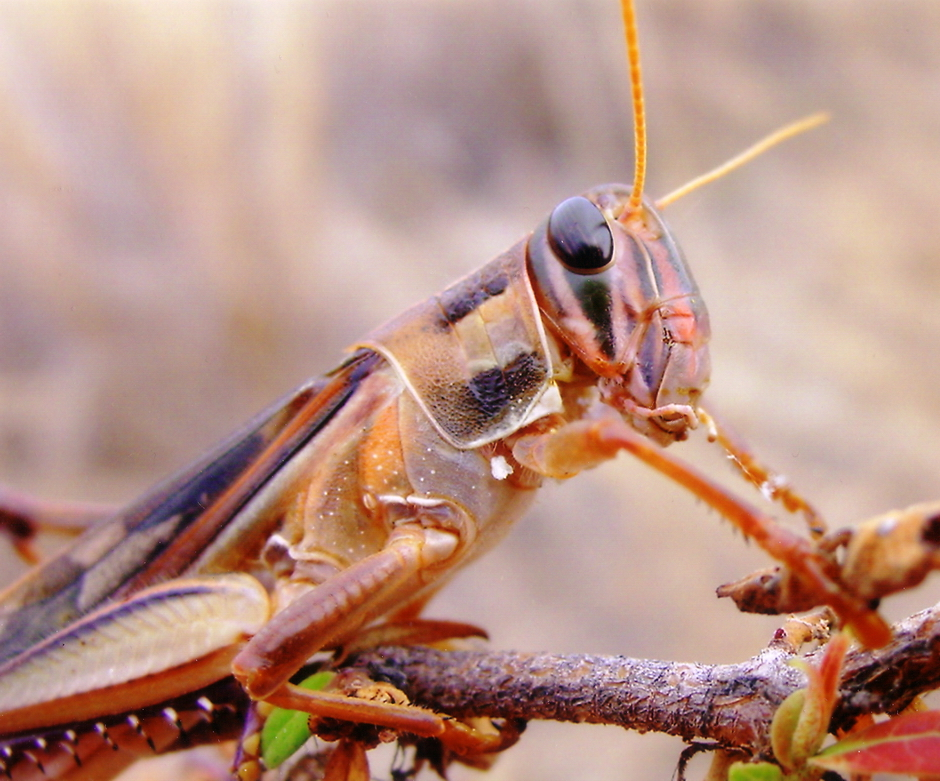
Nomadacris septemfasciata.

Bland de arter som räknas till vandringsgräshoppor finns Locusta migratoria, som ofta bara kallas ”vandringsgräshoppa” eller med avseende på underarten Locusta migratoria migratoria även ”europeisk vandringsgräshoppa”. Denna var en gång vanlig i östra Europa på stäpperna kring floderna Donau och Volga, men är numera sällsynt i det området. Underarten har dock vid spridning i västra och centrala Asien. Andra underarter av Locusta migratoria förekommer i östra Asien och i Afrika. 
I norra Afrika, Mellanöstern och vidare österut genom Iran och Pakistan till Indien förekommer Schistocerca gregaria, eller ökengräshoppan. Denna art är förmodligen den mest välkända vandringsgräshoppan och den som orsakar de största ekonomiska förlusterna för människan. När den svärmar kan den migrera långt utanför sitt normala utbredningsområde. 
Andra svåra vandringsgräshoppor i Afrika är Nomadacris septemfasciata och Locustana pardalina. Svärmar av den förstnämnda arten har uppträtt i Sahelbältet och i Zambia, Tanzania och Malawi, samt på Madagaskar och ön Réunion. Den senare förekommer i södra Afrika. 
I Australien är Chortoicetes terminifera en svår skadegörare, främst på betesmarker, även om den också kan orsaka skada på odlade grödor. 
Den nordamerikanska Melanoplus spretus var en vandringsgräshoppa som kunde uppträda i enorma svärmar ända tills den dog ut i början av 1900-talet. År 1874 observerades en svärm som uppskattades till att innehålla 12,5 miljarder individer. Varför arten gick från att ha varit så talrik till att bara omkring trettio år senare plötsligt dö ut är omtvistat. En teori är dock att europeiska nybyggare med sina jordbruksmetoder förstörde gräshoppans naturliga fortplantningsmiljöer.

## Beteende och biologi

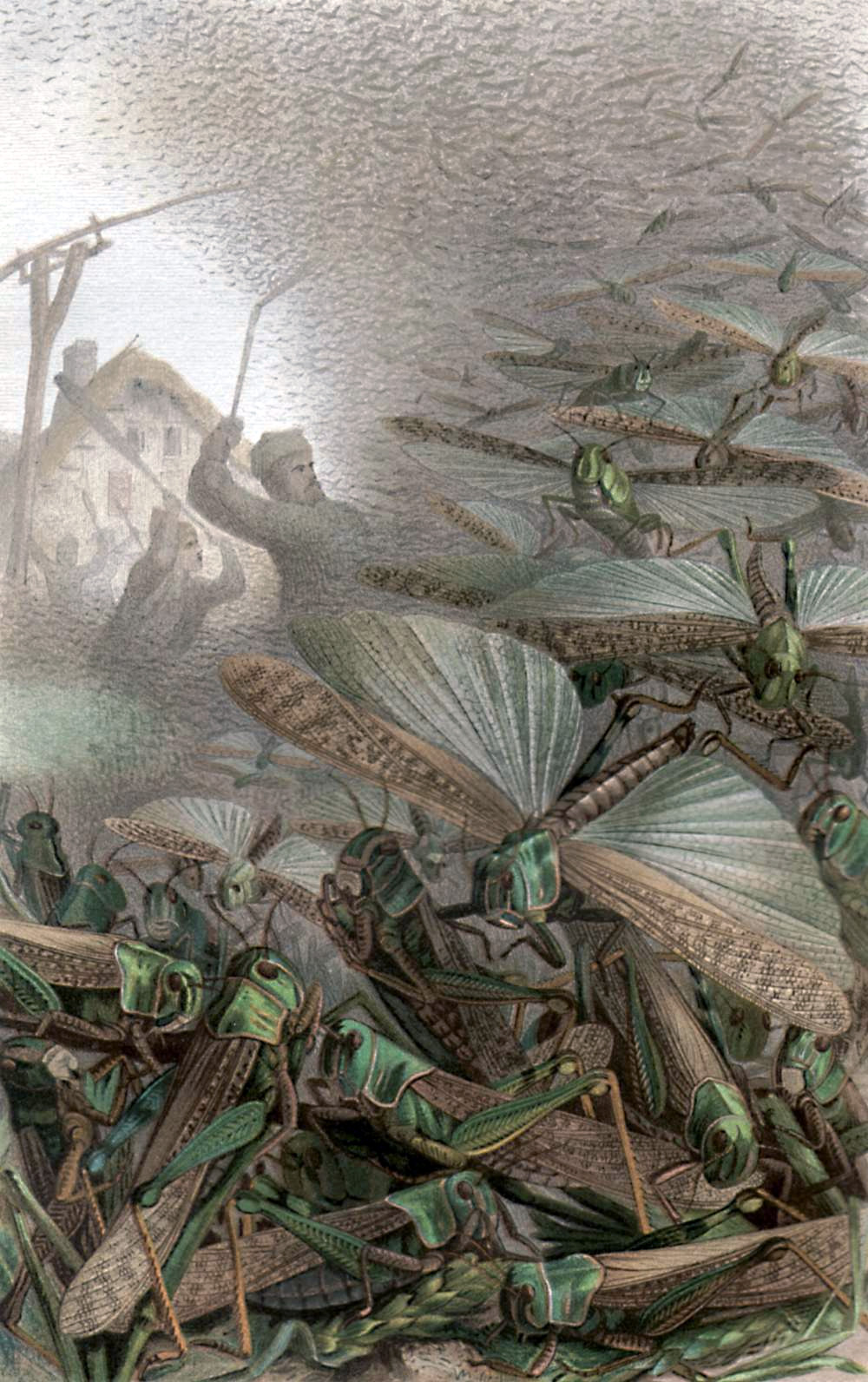
Illustration av en gräshoppssvärm ur boken Brehms Tierleben från 1884.

De arter som räknas till vandringsgräshopporna förekommer i två olika former, en så kallad solitär form och en vandrande form. Den solitära formen lever ensam och flyttar inte i någon större utsträckning och har ett födointag och en utvecklingsstakt som brukar anses som de normala för arten, medan vandringsformen kännetecknas av att individerna söker sig till varandra, utför långa gemensamma förflyttningar samt har högre födointag och snabbare utvecklingstakt än den solitära formen. 
De olika formerna skiljer dock inte bara åt vad gäller beteende och biologi, utan uppvisar också vanligen vissa skillnader med avseende på kroppsbyggnad, storlek och utseende, exempelvis genom förändringar i färgteckningen. Övergången från den solitära formen till vandringsformen utlöses av en ökad produktion av hormonet serotonin, vilken i sin tur kan bero på ökad stress i populationen genom en onormalt hög individtäthet.
Svärmarna förflyttar sig om dagen och under gynnsamma förhållanden, främst med avseende på vind, kan de tillryggalägga en mycket lång sträcka. För ökengräshoppan är exempelvis ett avstånd på över 100 kilometer under en enda dag uppmätt. 

## Ekonomisk betydelse och bekämpning

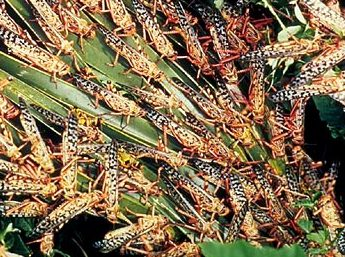
Vandringsgräshoppor som äter.

Vandringsgräshoppor kan orsaka betydande ekonomisk skada, särskilt i områden som redan är drabbade av torka, och FN:s livsmedels- och jordbruksorganisation (FAO) har ett varningsprogram som försöker analysera risken för uppträdandet av vandringsgräshoppor. Framfarten av vissa gräshoppssvärmar har orsakat förluster inom jordbruksnäringen för många miljoner.
För att bekämpa vandringsgräshoppor används vanligen olika sorter av insektsmedel, som innehåller giftiga pesticider såsom organiska fosforföreningar, karbamater och syntetiska pyretroider, i syfte att minska förekomsten av nymfer. 
En del mindre giftiga preparat kan också användas, exempelvis sådana innehållande växtsubstrat som azadiraktin, som utvinns genom pressning av neemfrön. Preparat som innehåller salannin, meliantriol, nimbin eller nimbidin kan också vara verksamma. 
Forskning bedrivs även för att få fram alternativa biologiska metoder, såsom användningen av feromoner, då det har fördelen av att inte skadar gräshoppornas naturliga fiender eller orsakar föroreningar.

### Tryckt litteratur
- Sandhall, Åke & Ander, Kjell. Gräshoppor, syrsor och deras släktingar: Naturguide i färg om rätvingarnas utseende, utveckling, levnadssätt och beteenden, Interpublishing AB, 1978. ISBN 91-534-0464-5.